# Centrale thermique de Jänschwalde
La centrale thermique de Jänschwalde est une centrale thermique située dans le bassin minier de Lusace au Brandebourg, en Allemagne.
Elle fonctionne avec du lignite extrait d'une mine à ciel ouvert.
Elle est considérée en 2019 comme le 4e plus gros pollueur d'Europe.